# Def Leppard
Def Leppard (рус. Деф Леппард, искаженное англ. Deaf Leopard — глухой леопард) — британская рок-группа из Шеффилда, Йоркшир, Англия; образованная в 1977 году. 
Их манера исполнения с годами претерпела ряд изменений, двигаясь от хард-рока к глэм-металу.
Def Leppard дебютировали как NWOBHM-группа с альбомом On Through the Night в 1980 году. Пик популярности этой группы пришёлся на 1984—1989 годы, когда вышли их мультиплатиновые альбомы Pyromania и Hysteria. Синглы с диска Hysteria оказались наиболее успешными за всю их карьеру:
- «Love Bites» (1-е место в США)
- «Pour Some Sugar On Me» (2-е место в США)
- «Armageddon It» (3-е место в США)

В 1995 году были занесены в Книгу рекордов Гиннесса как единственные исполнители, выступившие на трёх континентах в течение одних суток (Геркулесовы пещеры — Лондон — Ванкувер).

## История группы

### Ранние годы (1977—1979)
Популярная британская хард-рок группа была сформирована в 1977 году в Шеффилде (Йоркшир) Питом Уиллисом (р. 16 февраля 1960, Шеффилд, Англия; гитара), Риком Сэведжем (р. 2 декабря 1960, Шеффилд, Англия; бас) и Тони Кеннингом (ударные), под названием «Atomic Mass». Когда Джо Эллиотт (р. 1 августа 1959, Шеффилд, Англия; вокал) присоединился к ним, команда сменила название на «Def Leppard». Эллиотт также являлся автором логотипа группы — он вспомнил свой плакат, нарисованный на школьной лекции по пластике.
Квартет поначалу снимал маленькую каморку на фабрике по производству ложек, которая служила им местом для репетиций 5 раз в неделю. В начале 1978 года Уиллис встретил другого молодого гитариста, Стива Кларка (р. 23 апреля 1960, Шеффилд, Англия, ум. 8 января 1991, Лондон, Англия), и пригласил его присоединиться к их группе. Кларк согласился только при условии, что они будут играть некоторые «надлежащие» концерты. В июле того же года «Def Leppard» дебютировали в Вестфилдской школе перед аудиторией из 150 детей.
После нескольких сейшенов группа решила расстаться со своим барабанщиком, Тони Кеннингом. Его заменил Фрэнк Нун, до этого работавший с другой шеффилдской командой «Next Band». В 1979 году «Def Leppard» записали дебютный EP на «Bludgeon Riffola Records», включивший в себя «Ride Into The Sun», «Getcha Rocks Off» и «The Overture». Вскоре после его выхода Фрэнк вернулся в «Next Band» и постоянным барабанщиком «Def Leppard» стал Рик Аллен (р. 1 ноября 1963, Шеффилд, Англия).

### Восхождение к славе (1980—1983)
Дебютный альбом Def Leppard On Through the Night, был издан 14 марта 1980 года. Хотя альбом попал в Топ 15 в Великобритании, многие ранние поклонники потеряли интерес к группе, потому что она изо всех сил пыталась обратить на себя внимание американской аудитории (особенно это заметно по песне «Hello America»). Затем последовали многочисленные гастроли по США (при поддержке Pat Travers, AC/DC и Теда Ньюджента). Выступление на фестивале в Рединге в августе было провалено, зрители выразили своё недовольство, забрасывая группу пивными банками и бутылками, наполненными мочой. Позже в документальном фильме из серии Metal Evolution Джо Эллиот сказал, что СМИ излишне разрекламировали данный фестиваль, из-за этого все группы в тот день испытали на себе гнев и недовольство толпы.
Def Leppard к тому времени привлекла внимание продюсера AC/DC Матта Ланга, который предложил совместную работу над их вторым альбомом, High ’n’ Dry, выпущенным 11 июля 1981 года. Дотошный подход Ланга в студии помог им определить звучание группы на будущие годы. Несмотря на невпечатляющие продажи альбома, видео группы на «Bringin 'On The Heartbreak» стало одним из первых клипов метал-групп, которое с удовольствием крутили на канале MTV в 1982 году, в результате чего группа Def Leppard привлекла к себе благосклонность публики в США. После выхода альбома High 'n' Dry музыканты отправились в европейский тур. Группа выступала на открытии концертов Оззи Осборна и Blackfoot.

### Фил Коллен присоединился к группе Def Leppard
Фил Коллен, бывший гитарист глэм-метал-группы Girl, к 12 июля 1982 заменил Пита Уиллиса, который был уволен из группы из-за чрезмерного потребления алкоголя на рабочем месте (позже он участвовал в группах Gogmagog и Roadhouse). Все эти изменения произошли во время записи третьего альбома группы Def Leppard — «Pyromania», который был выпущен 20 января 1983 года при участии продюсера Роберта Джона Ланга. Первый сингл с альбома, «Photograph», позже превратился в визитную карточку группы, став со временем наиболее востребованным видеоклипом на канале MTV. Затем последовало турне под названием «Photograph» по США.
Синглы "Photograph", "Rock of Ages" и "Foolin" укрепили популярность группы, в 1983 году было продано шесть миллионов копий альбома Pyromania. Огромный успех альбома Pyromania стал катализатором для всего глэм-металл-движения 1980-х годов. В 2004 году Pyromania получил статус бриллиантового, поскольку было продано более 10 млн его экземпляров в США. Американский тур Def Leppard в поддержку Pyromania начался совместно с Билли Сквайером в марте и закончился выступлением в роли хедлайнеров на стадионе имени Джека Мерфи в Сан-Диего, Калифорния, перед аудиторией в 55 тысяч человек. Опрос Gallup США в 1984 году показал, что жители страны ставили Def Leppard в один ряд с такими группами, как The Rolling Stones, AC/DC и Journey.

### Hysteria(1984—1989)
После прорыва в феврале 1984 года группа переехала в Дублин, исключительно для уменьшения налогообложения с продаж Pyromania. Матт Ланг присоединился на этапе написания песен для нового альбома, но потом вдруг отказался с ними работать в качестве продюсера, объяснив свой уход тем, что ему нужно передохнуть. Вместо него был приглашён Джим Штейнман. 31 декабря 1984 года ударник Рик Аллен попал в автокатастрофу, в результате которой потерял левую руку. Но группа не бросила в беде своего барабанщика и не возобновляла работу, пока Аллен не придумал специально разработанный комплект ударных, на которых можно было играть с помощью ног. В течение этого периода Ланг решил вновь работать с группой. Возвращение Рика Аллена на сцену состоялось на фестивале Monsters of Rock в 1986 году в Англии.
Альбом Hysteria был издан 3 августа 1987 года, после более чем трёх лет работы. Первый сингл с альбома, «Animal», стал первой песней группы, попавшей в Топ 10 в Великобритании. Hysteria сразу возглавил чарты лучших альбомов Великобритании в первую неделю релиза. Тем не менее, продажи альбома в США шли относительно медленно (по сравнению с Pyromania) до выпуска четвёртого сингла Pour Some Sugar on Me и, наконец, достигла вершины американского чарта Billboard 200 в июле 1988 года. Видеоклип, снятый на песню Pour Some Sugar on Me, занял первое место на канале MTV за рекордные 103 дня (с 26 мая по 5 сентября 1988 года). «Pour Some Sugar on Me» заняла вторую позицию на канале VH1 «100 величайших песен 80-х годов» в 2006 году. По всему миру было продано 20 миллионов копий альбома.
Успех группы в Великобритании привёл к номинации на премию Brit Awards в категории «Лучшая британская группа». В октябре 1988 года баллада Love Bites достигла вершины чарта Billboard Hot 100.

### Adrenalize(1990—1999)
После Hysteria группа быстро приступила к работе над своим пятым альбомом, в надежде избежать ещё одного длительного перерыва. Алкоголизм Стива Кларка усугубился до такой степени, что он постоянно то появлялся, то исчезал из центра реабилитации. Запись сессий для нового альбома Def Leppard была под постоянной угрозой из-за отсутствия Кларка. В середине 1990 группа решила дать Стиву шестимесячный отпуск. Стив Кларк умер от смеси наркотиков и алкоголя 8 января 1991 года в своем доме в Лондоне. Это стало большим ударом для всех поклонников группы Def Leppard и её участников.
Остальные члены Def Leppard решили продолжить работу над альбомом, в итоге он был закончен вчетвером. Фил Коллен играл за двоих, подражая стилю игры Кларка. Пятый альбом группы Adrenalize был выпущен в марте 1992 года. Adrenalize одновременно стал альбомом № 1 в чартах Великобритании и США. Первый сингл Let’s Get Rocked, мгновенно стал хитом, затем группа Def Leppard записала на него видеоклип в 1992 году, который сразу же попал на MTV Video Music Awards, где он был номинирован на лучшее видео года.
В апреле 1992 года Def Leppard появились на концерте памяти Фредди Меркьюри на стадионе Уэмбли, Лондон, исполнив Animal, Let’s Get Rocked и песню Queen Now I’m Here с гитаристом Брайаном Мэем. Джо Эллиот позже исполнил «Tie Your Mother Down» с остальными членами группы Queen и гитаристом группы Guns N' Roses Слэшем.
В 1992 году последовало мировое турне с бывшим гитаристом групп Dio и Whitesnake Вивианом Кэмпбеллом, который был принят на место Стива Кларка. Среди гитаристов, которые были прослушаны, были Эдриан Смит, Джон Сайкс и Гэри Хоуи. В 1990-х на популярность Def Leppard начала оказывать влияние появление альтернативного рока, в том числе гранж.
23 октября 1995 года группа вошла в Книгу рекордов Гиннесса, отыграв три концерта на трёх континентах в один день (Танжер, Марокко; Лондон, Англия и Ванкувер, Канада).

### X,Yeah!иSongs from the Sparkle Lounge(2000—2009)
5 сентября 2000 года Def Leppard были добавлены в Rock Walk of Fame на бульваре Сансет их другом Брайаном Мэем из группы Queen. В 2001 году VH1 представили фильм Hysteria — The Def Leppard Story, биографический фильм о группе. Документальная драма рассказывает историю группы в период с 1977 по 1986 годы, рассказывает об испытаниях и триумфе Рика Аллена и Стива Кларка. Показы фильма имели одни из самых высоких рейтингов в истории канала, и позже фильм вышел на DVD.
Десятый альбом группы вышел в июле 2002 и был назван просто X. Он получился с сильным смещением в сторону поп-музыки. X быстро исчез из чартов, в конечном счете став наименее успешным выпуском группы. Однако сопровождающий тур имел самую многочисленную аудиторию со времён Adrenalize. Группа отыграла 151 концерт, впервые посетив Латвию, Литву и Россию.
23 мая 2006 года Def Leppard выпустили альбом «кавер-версий», названный Yeah!.
В мае 2008 выходит альбом Songs From the Sparkle Lounge, который немного не дотягивает в американских хит-парадах до первого места. Публика очень тепло встретила альбом; его можно назвать одной из самых выдающихся работ Def Leppard. Обложка весьма напоминает альбом The Beatles Sgt. Pepper’s Lonely Hearts Club Band.

### 2010-е
В 2010 году вышел сборник Retromania, в который были включены не только классические композиции группы, но и бонусы разных времён. 7 июня 2011 года Def Leppard выпустили двойной концертный альбом Mirrorball: Live & More, на котором также нашлось место для трёх новых студийных песен. В 2013 году группа выпустила специальный концертный альбом Viva! Hysteria с записью шоу в Лас-Вегасе, на котором альбом Hysteria был исполнен целиком.
В 2015 году вышел новый студийный альбом, названный просто Def Leppard.
В 2019 году группа была введена в Зал славы рок-н-ролла.
В 2022 году вышел новый студийный альбом Diamond Star Halos.

## Стиль, отзывы критиков и тематика песен
Согласно высказываниям участников Def Leppard, на начальном этапе карьеры на их музыкальный стиль повлияли такие коллективы, как Queen, AC/DC, Led Zeppelin, T. Rex, Electric Light Orchestra, Kiss и Judas Priest.
Музыка Def Leppard представляет собой смесь хард-рока, AOR, поп и хэви-металлических элементов с многослойным, гармоническим вокалом и мелодичными гитарными риффами. Однако даже при том, что их часто считали одной из главных групп новой волны британского хэви-метала конца 1970-х и середине 1980-х, группа была связана с растущей глэм-метал сценой, главным образом из-за их успеха в мейнстриме и «гладкого» продюсирования. Def Leppard, однако, выразили неприязнь к определению «глэм-метал», поскольку они думали, что это не точно описало их взгляды и музыкальный стиль.

## В культуре
- х/ф Терминатор 3: Восстание машин (США, 2003)
- х/ф Шары ярости (США, 2007)
- х/ф Истерия: История Деф Леппард (Hysteria: The Def Leppard Story) (2001)
- м/ф Гриффины (Family Guy) серия "The Simpsons Guy" (США, 2014)
- х/ф Банк Дэйва 2(Великобритания ,2025)

## Состав
Текущий состав
- Джо Эллиотт — ведущий вокал, иногда электро- и акустическая гитара (1977 — наши дни), ритм-гитара (1977—1978)
- Рик Сэвидж — бас-гитара, бэк-вокал, иногда соло-гитара (1977 — наши дни), соло-гитара (1977—1978)
- Рик Аллен — ударные, иногда бэк-вокал (1978 — наши дни)
- Фил Коллен — соло-гитара, бэк-вокал, иногда ритм-гитара (1982 — наши дни), ритм-гитара (1991—1992)
- Вивиан Кэмпбелл — ритм-гитара, бэк-вокал (1992 — наши дни)

Бывшие участники
- Пит Уиллис — соло-гитара (1977 — 1982)
- Тони Кеннинг — ударные, перкуссия, бэк-вокал (1977 — 1978)
- Фрэнк Нун — ударные (1978)
- Пол Хэмпшир — бас-гитара (1977)
- Николас Макели — ведущий вокал (1977)
- Пол Хэлленд — ведущий вокал (1977)
- Стив Кларк — ритм-гитара, бэк-вокал (1978 — 1991; умер в 1991)

Временная шкала

## Дискография

### Студийные альбомы
- 1980 — On Through the Night
- 1981 — High ’n’ Dry
- 1983 — Pyromania
- 1987 — Hysteria
- 1992 — Adrenalize
- 1993 — Retro Active
- 1996 — Slang
- 1999 — Euphoria
- 2002 — X
- 2006 — Yeah!
- 2008 — Songs from the Sparkle Lounge
- 2015 — Def Leppard
- 2022 — Diamond Star Halos

### Мини-альбомы
- 1979 — The Def Leppard E.P.
- 1992 — Live: In the Clubs, in Your Face

### Концертные альбомы
- 2011 — Mirrorball: Live & More
- 2013 — Viva! Hysteria

### Сборники
- 1995 — Vault - Greatest Hits 1980-1995
- 2004 — Best of
- 2005 — Rock of Ages: The Definitive Collection
- 2018 — The Story So Far — The Best Of Def Leppard